# روبیک بارسقیان
روبیک سرگئی بارسقیان (ارمنی: Ռուբիկ Սերգեյի Բարսեղյան؛ ) یک سیاستمدار اهل ارمنستان است که از تاریخ ۲۶ ژوئن ۱۹۹۵ تا تاریخ ۸ نوامبر ۱۹۹۶ در دولت هراند باگراتیان سمت وزیر مدیریت منطقه‌ای ارمنستان را بر عهده داشت.